# NGC 491

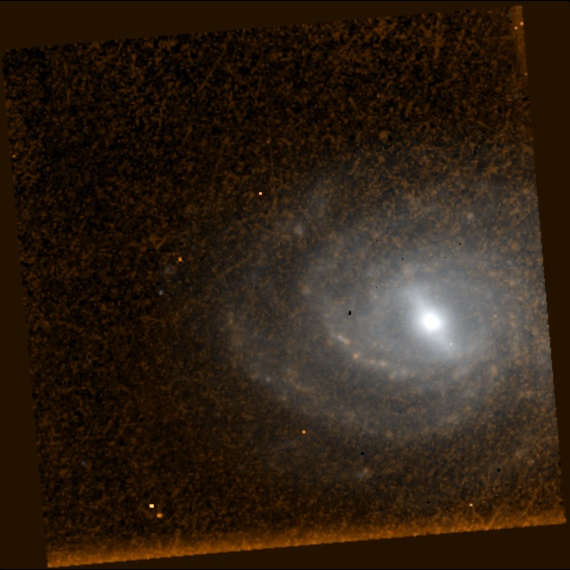
NGC 491 (Telescopul spațial Hubble)

NGC 491 este o galaxie spirală barată situată în constelația Sculptorul. A fost descoperită în 25 septembrie 1834 de către William Herschel.